# Fotblomflugor
Fotblomflugor (Platycheirus) är ett släkte i familjen blomflugor. 

## Kännetecken
Fotblomflugorna är ett stort släkte med små blomflugor, 5 till 11 millimeter långa. De har en svart grundfärg och en långsträckt kropp. Bakkroppen kan vara helt svart eller ha parfläckar i gult, orange eller rosa. Frambenens form, färg och mönster är viktig för artbestämningen. De olika arterna är ofta väldigt lika varandra, med endast mindre detaljer som skiljer. Även släktet gräsblomflugor har likartade arter. 

## Levnadssätt
Fotblomflugorna lever främst på fuktiga gräsbevuxna öppna platser, som ängar, stränder, myrar och mossar. De lever tillbakadraget och väl kamouflerade i gräset. Larverna är gråbruna och lever främst på bladlöss. Larverna övervintrar. Larver och puppor kan bli parasiterade av brokparasitsteklar (Ichneumonidae).

## Utbredning
Fotblomflugorna är ett stort släkte med cirka 170 arter i världen. De flesta har nordlig utbredning. Det finns 90 arter i palearktis, 50 arter i Nordamerika och 13 arter i Sydamerika. I Norden är 44 arter kända.

## Systematik

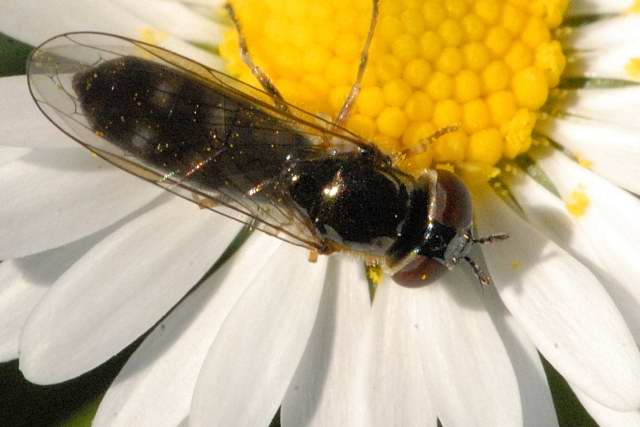
Silverfotblomfluga (M. albimanus)

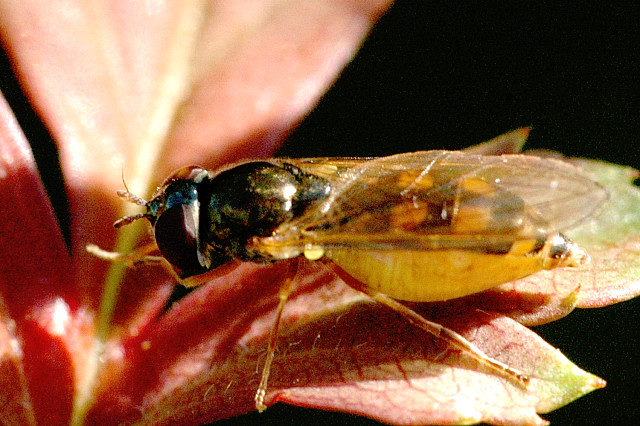
Sumpfotblomfluga (M. scambus) hona

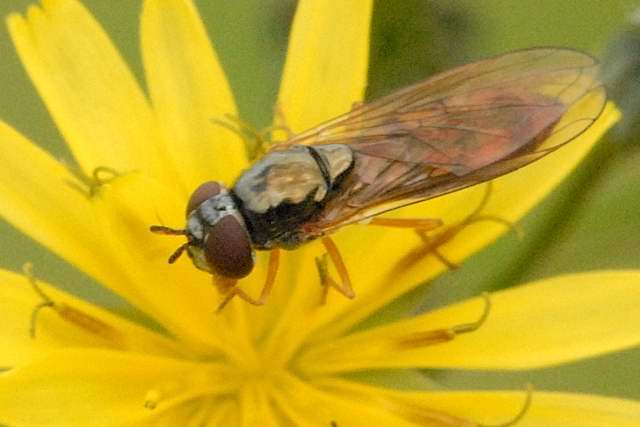
Ängsfotblomfluga (M. clypeatus)

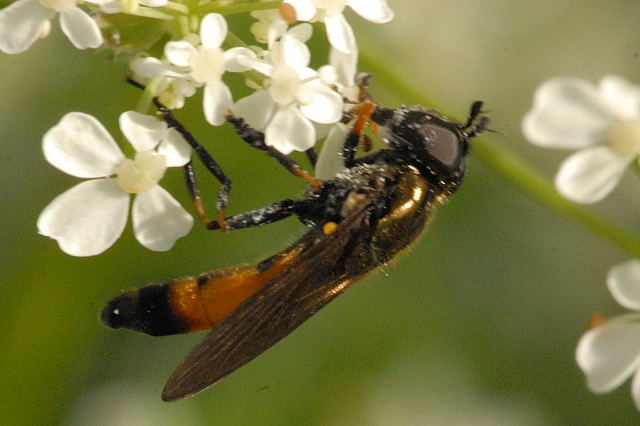
Röd fotblomfluga (M. granditarsus)

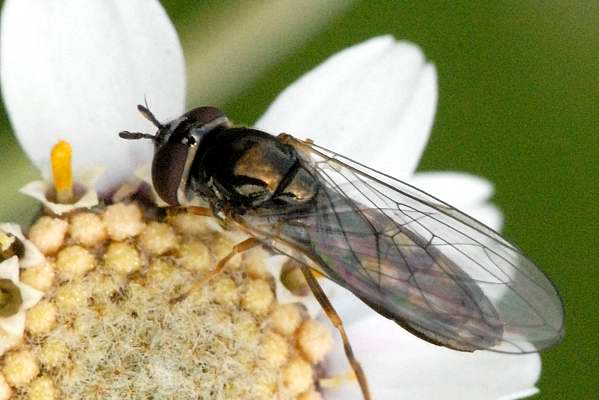
Gåtfull fotblomfluga (M. occultus)

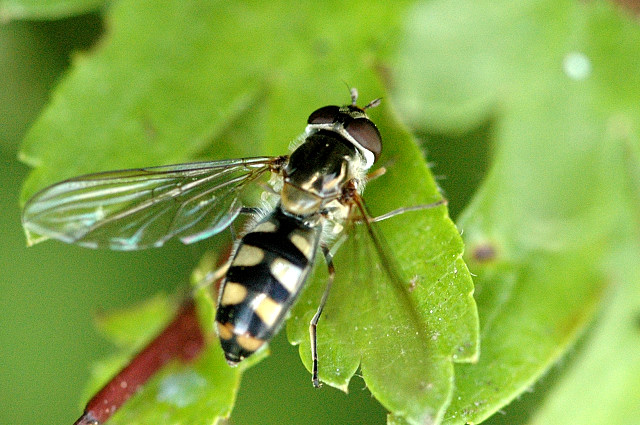
Borstfotblomfluga (M. peltatus)

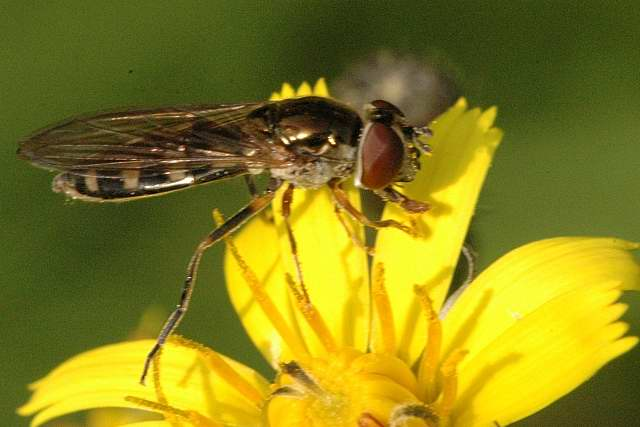
Plattfotblomfluga (M. tarsalis)

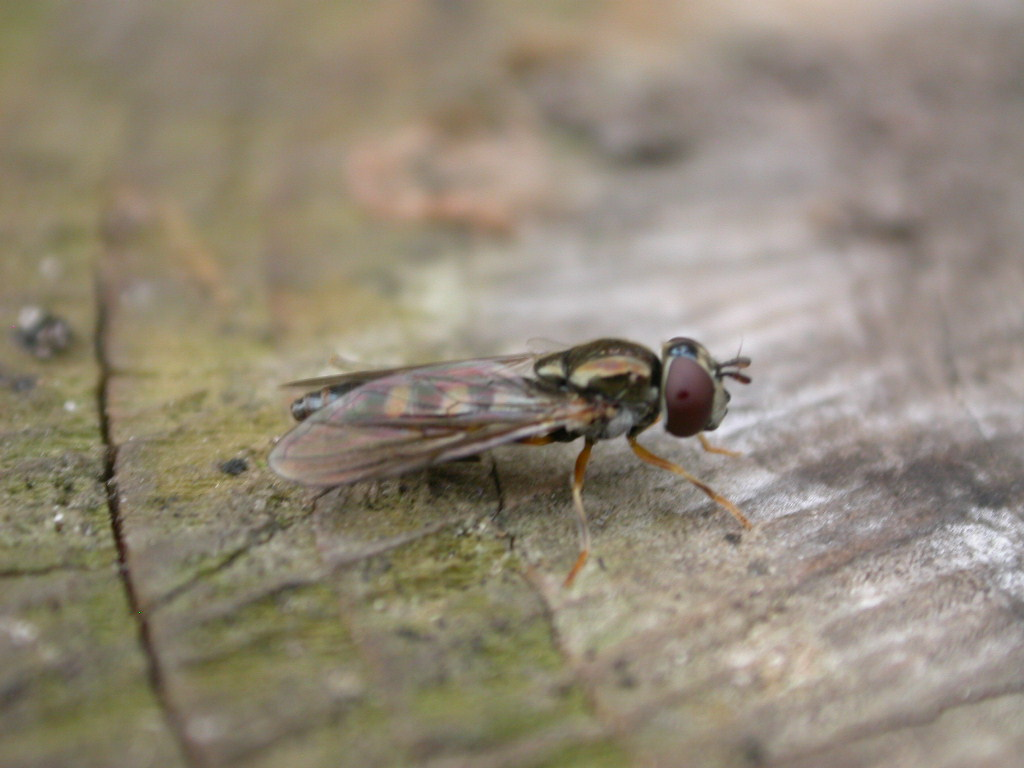
Skogsfotblomfluga (M. scutatus) hona

### Arter i Norden
Arterna i släktet kan delas in i sex grupper främst baserade på hanarnas morfologi:
- albimanus-gruppen. 8 arter där hanarna oftast har tillplattade framskenben och enstaka längra hår på baksidan av framlåren.
- ambiguus-gruppen. 5 arter där hanarna har normala framben.
- clypeatus-gruppen. 13 arter där både hanar och honor har ett ansikte som ej är utskjutande.
- granditarsus-gruppen. 2 arter med artkarakteristisk teckning på bakkroppen.
- manicatus-gruppen. 9 arter där hanarna har förstorat första segment på framfötterna.
- peltatus-gruppen. 7 arter är hanarna oftast har tillplattade framskenben och tät jämnlång behåring på baksidan av framlåren.

I tabellen nedan finns grupptillhörigheten markerad i en kolumn. Man kan sorter på svenskt namn, vetenskapligt namn eller grupp.
| Svenskt namn             | Vetenskapligt namn | Grupp | Auktor                            | Utbredning i Sverige                              |
| ------------------------ | ------------------ | ----- | --------------------------------- | ------------------------------------------------- |
| Arktisk fotblomfluga     | P. aeratus         | c     | Coquillet, 1900                   | Nordligaste fjällen                               |
| Silverfotblomfluga       | P. albimanus       | al    | Fabricius, 1781                   | Hela Sverige                                      |
| Vårfotblomfluga          | P. ambiguus        | am    | Fallén, 1817                      | Skåne till Norrbotten                             |
| Tofsfotblomfluga         | P. amplus          | p     | Curran, 1927                      | Från Medelpad och norrut                          |
| Smal fotblomfluga        | P. angustatus      | c     | Zetterstedt, 1843                 | Götaland, Svealand och Norrlandskusten            |
| Hårig fotblomfluga       | P. aurolateralis   | al    | Stubbs, 2002                      | Sällsynt i hela Sverige                           |
| Brunpannad fotblomfluga  | P. brunnifrons     | am    | Nielsen, 2004                     | Ej i Sverige. Sällsynt i södra Finland            |
| Svart fotblomfluga       | P. carinatus       | m     | Curran, 1927                      | Ej i Sverige                                      |
| Ängsfotblomfluga         | P. clypeatus       | c     | Meigen, 1822                      | Hela Sverige utom fjällen                         |
| Tidig fotblomfluga       | P. discimanus      | m     | Loew, 1871                        | Sällsynt i östra Svealand                         |
| Vassfotblomfluga         | P. europaeus       | c     | Goeldlin, Maibach & Speight, 1990 | Hela Sverige utom fjällen                         |
| Gul fotblomfluga         | P. fulviventris    | c     | Macquart, 1829                    | Hela Sverige utom fjällen                         |
| Alpfotblomfluga          | P. goeldlini       | am    | Nielsen, 2004                     | Ej i Sverige. Sällsynt i södra Finland            |
| Röd fotblomfluga         | P. granditarsus    | g     | Forster, 1771                     | Hela Sverige                                      |
| Isfotblomfluga           | P. groenlandicus   | m     | Curran, 1927                      | Fjällen                                           |
| Kölfotblomfluga          | P. holarcticus     | p     | Vockeroth, 1986                   | Från Dalarna och norrut                           |
| Högnordisk fotblomfluga  | P. hyperboreus     | c     | Stæger, 1845                      | Fjällen från Härjedalen och norrut                |
| Strandfotblomfluga       | P. immarginatus    | c     | Zetterstedt, 1849                 | Sällsynt i Götaland, Svealand och Norrlandskusten |
| Mörk fotblomfluga        | P. islandicus      | p     | Ringdahl, 1930                    | Finns bara på Island                              |
| Mossfotblomfluga         | P. jaerensis       | p     | Nielsen, 1971                     | Södra och östra Sverige                           |
| Brunfläckig fotblomfluga | P. kittilaensis    | m     | Dusek & Láska, 1982               | Fjällen från Jämtland och norrut                  |
| Lansfotblomfluga         | P. laskai          | al    | Nielsen, 1999                     | Sällsynt i Norra Svealand och Norrland            |
| Fjällskogsfotblomfluga   | P. latimanus       | m     | Wahlberg, 1845                    | Fjällen                                           |
| Starrfotblomfluga        | P. lundbecki       | am    | Collin, 1931                      | Nordligaste fjällen                               |
| Polarfotblomfluga        | P. magadanensis    | c     | Mutin, 1999                       | Mycket sällsynt norr om polcirkeln                |
| Matt fotblomfluga        | P. manicatus       | m     | Meigen, 1822                      | Hela Sverige                                      |
| Örtfotblomfluga          | P. nielseni        | p     | Vockeroth, 1986                   | Vanlig i Norrland. Sällsynt längre söderut.       |
| Lappfotblomfluga         | P. nigrofemoratus  | al    | Kanervo, 1934                     | Sällsynt i norra fjällen                          |
| Gåtfull fotblomfluga     | P. occultus        | c     | Goeldlin, Maibach & Speight, 1990 | Götaland, Svealand och Norrlandskusten            |
| Brynfotblomfluga         | P. parmatus        | p     | Róndani, 1857                     | Från dalfjällen och norrut                        |
| Borstfotblomfluga        | P. peltatus        | p     | Meigen, 1822                      | Hela Sverige                                      |
| Ljus fotblomfluga        | P. perpallidus     | c     | Verrall, 1901                     | Sällsynt i hela Sverige                           |
| Myrfotblomfluga          | P. podagratus      | c     | Zetterstedt, 1838                 | Svealand och Norrland                             |
| Barbent fotblomfluga     | P. ramsarensis     | c     | Goeldlin, Maibach & Speight, 1990 | Norra Norrland                                    |
| Vitfläckig fotblomfluga  | P. rosarum         | g     | Fabricius, 1787                   | Götaland, Svealand och Norrlandskusten            |
| Sumpfotblomfluga         | P. scambus         | c     | Stæger, 1843                      | Hela Sverige utom Gotland                         |
| Skogsfotblomfluga        | P. scutatus        | al    | Meigen, 1822                      | Hela Sverige                                      |
| Glansfotblomfluga        | P. splendidus      | al    | Rotheray, 1998                    | Sällsynt i hela Sverige                           |
| Dvärgfotblomfluga        | P. sticticus       | al    | Meigen, 1822                      | Sällsynt i Skåne                                  |
| Tundrafotblomfluga       | P. subordinatus    | m     | Becker, 1915                      | Fjällen                                           |
| Plattfotblomfluga        | P. tarsalis        | m     | Schummel, 1836                    | Sällsynt i södra Götaland                         |
| Gulfläckig fotblomfluga  | P. transfugus      | am    | Zetterstedt, 1838                 | Enstaka fynd i Sverige                            |
| Trollfotblomfluga        | P. urakawensis     | al    | Matsumura, 1919                   | Sällsynt i Norrland                               |
| Fjällfotblomfluga        | P. varipes         | m     | Curran, 1923                      | Fjällen                                           |

### Övriga arter (urval)
Nedan följer ett urval med arter i släktet.
| - P. abruzzensis (van der Goot, 1969) - P. angustipes (Goeldlin, 1974) - P. atra (Curran, 1925) - P. bertrandi (Kolenati, 1913) - P. chilosia (Curran, 1927) - P. ciliatus (Bigot, 1884) - P. ciliger (Loew, 1856) - P. cintoensis (van der Goot, 1961) - P. coerulescens (Williston, 1887) - P. complicatus (Becker, 1889) - P. concinnus (Snow, 1895) - P. confusus (Curran, 1925) - P. coracinus (Vockeroth, 1986) - P. cyaneus (Muller, 1764) - P. dexter (Harris, 1780) - P. fasciculatus (Loew, 1856) - P. femineum (Curran, 1931) - P. flabella (Hull, 1944) - P. hesperinus (Vockeroth, 1986) - P. hispidipes (Vockeroth, 1986) - P. immaculatus (Ohara, 1980) - P. inversus (Ide, 1926) - P. kelloggi (Snow, 1895) - P. lata (Curran, 1922) - P. latitarsis (Vockeroth, 1986) - P. longigena (Enderlein, 1912) - P. luteipennis (Curran, 1925) - P. melanopsis (Loew, 1856) - P. modestus (Ide, 1926) - P. monticola (Jones, 1917) - P. muelleri (Marcuzzi, 1941) - P. naso (Walker, 1949) | - P. nearcticus (Vockeroth, 1986) - P. nodosus (Curran, 1923) - P. normae (Fluke, 1939) - P. obscurus (Say, 1824) - P. occidentalis (Curran, 1927) - P. octavus (Vockeroth, 1986) - P. orarius (Vockeroth, 1986) - P. pacilus (Walker, 1849) - P. parvus (Williston, 1882) - P. peltatoides (Curran, 1923) - P. pilatus (Vockeroth, 1986) - P. podagrata (Zetterstedt, 1838) - P. protrusus (Vockeroth, 1986) - P. quadratus (Say, 1823) - P. rufigaster (Vockeroth, 1986) - P. rufimaculatus (Vockeroth, 1986) - P. scamboides (Curran, 1927) - P. setitarsis (Vockeroth, 1986) - P. speighti (Doczkal, Stuke & Goeldlin, 2002) - P. spinipes (Vockeroth, 1986) - P. squamulae (Curran, 1922) - P. stegnoides (Vockeroth, 1986) - P. stegnus (Say, 1829) - P. striatus (Vockeroth, 1986) - P. tatricus (Dusek & Láska, 1982) - P. tenebrosus (Coquillett, 1900) - P. thompsoni (Vockeroth, 1986) - P. thylax (Hull, 1944) - P. trichopus (Thomson, 1869) - P. willistoni (Goot, 1964) - P. woodi (Vockeroth, 1986) |